# カルロス・ラペトラ
カルロス・ラペトラ・コアラサ（Carlos Lapetra Coarasa、1938年11月29日 - 1995年12月24日）は、スペイン・アラゴン州サラゴサ出身の元同国代表サッカー選手。ポジションはFW。

## 経歴
1958年にCDグアダラハラでプロデビューを果たし、1シーズン在籍した後にレアル・サラゴサへと移籍し、現役引退まで在籍し続けた。サラゴサではカナーリオやマルセリーノらとともに攻撃陣を牽引した。この1960年代、サラゴサはコパ・デル・レイの決勝に4度進出し、そのうち優勝した2回の決勝でラペトラは得点を挙げた。
1969年、再発を繰り返す怪我の影響によって30歳で現役を引退した。1995年12月24日、ガンによって死去。享年57歳だった
。
1963年から3年間招集されたスペイン代表では13試合に出場した。メジャー大会には、1964 欧州ネイションズカップと1966 FIFAワールドカップに出場した。

## タイトル

### クラブ
レアル・サラゴサ
- コパ・デル・レイ : 2回 (1963-64, 1965-66)
- インターシティーズ・フェアーズカップ : 1回 (1963-64)

### 代表
スペイン代表
- UEFA欧州選手権 : 1回 (1964)